# Chatschintschaj
Der Chatschintschaj (armenisch Խաչեն Chatschen; russisch Хачинчай Xaçınçay) ist ein rechter Nebenfluss der Kura in Aserbaidschan und in der Republik Bergkarabach.
Der Chatschintschaj entspringt im nördlichen Teil des Karabachgebirges. Er fließt in östlicher Richtung durch das Bergland. Der Chatschintschaj passiert unter anderem die Ortschaft Vank. Beim Verlassen des Berglands wird er von der Chatschin-Talsperre aufgestaut. Der Fluss verlässt die Republik Bergkarabach und durchfließt die Transkaukasische Senke in östlicher Richtung. Der Unterlauf des Chatschintschaj ist kanalisiert. Er mündet schließlich in die Kura. Der Chatschintschaj hat eine Länge von 119 km. Er entwässert ein Areal von 657 km². 